# Afrectopius rungwecola
Afrectopius rungwecola là một loài tò vò trong họ Ichneumonidae.